# Mycosphaerella barnadesiae
Mycosphaerella barnadesiae är en svampart som beskrevs av Petr. 1950. Mycosphaerella barnadesiae ingår i släktet Mycosphaerella och familjen Mycosphaerellaceae.   Inga underarter finns listade i Catalogue of Life.